# Aoki Tsubasa
Tsubasa Aoki (青木 翼 Aoki Tsubasa, sinh ngày 17 tháng 11 năm 1993 ở Shizuoka) là một cầu thủ bóng đá người Nhật Bản cho FC Gifu.

## Thống kê câu lạc bộ
Cập nhật đến ngày 23 tháng 2 năm 2018.
| Thành tích câu lạc bộ | Thành tích câu lạc bộ | Thành tích câu lạc bộ | Giải vô địch | Giải vô địch | Cúp                   | Cúp                   | Tổng cộng | Tổng cộng |
| Mùa giải              | Câu lạc bộ            | Giải vô địch          | Số trận      | Bàn thắng    | Số trận               | Bàn thắng             | Số trận   | Bàn thắng |
| Nhật Bản              | Nhật Bản              | Nhật Bản              | Giải vô địch | Giải vô địch | Cúp Hoàng đế Nhật Bản | Cúp Hoàng đế Nhật Bản | Tổng cộng | Tổng cộng |
| --------------------- | --------------------- | --------------------- | ------------ | ------------ | --------------------- | --------------------- | --------- | --------- |
| 2015                  | FC Gifu               | J2 League             | 11           | 0            | –                     | –                     | 11        | 0         |
| 2016                  | FC Gifu               | J2 League             | 16           | 0            | 1                     | 0                     | 17        | 0         |
| 2017                  | FC Gifu               | J2 League             | 16           | 2            | 0                     | 0                     | 16        | 2         |
| Tổng                  | Tổng                  | Tổng                  | 43           | 2            | 1                     | 0                     | 44        | 2         |